# Abet Ádám
Abet Ádám (Spitz Samu) (Nagyvárad, 1867. december 26. – Phoenix, Amerikai Egyesült Államok, 1949. szeptember 17.) költő, műfordító.

## Élete
Apja Spitz Salamon, anyja Waldman Fanni volt. Szabómesternek tanult, és amikor letöltötte katonaidejét, 1890-ben kivándorolt Amerikába. Öt évig New Yorkban élt, majd 1895-ben Clevelandbe költözött. 1893-ban kéziratban adta ki és terjesztette a Népjog című lapot, majd 1893 és 1894 között a magyarországi Népszava amerikai tudósítója volt. 1895-ben egyik alapítója volt Clevelandben az Amerikai Népszava című lapnak, és szerkesztette 1895 és 1897 között. Később megszervezte a Cooperative Publishing Company nevű kiadó céget. 1926-tól Phoenixben élt, biztosítással foglalkozott, de az irodalom iránt sem szűnt meg az érdeklődése. Baloldali, szocialista eszmeiségű versei itthon is népszerűek voltak. Petőfi Sándor stílusában is írt verseket, ezeket a magyar hatóságok betiltották. Lefordította magyarra Omar Hajjám verseit, amit Tudós Omar bölcs dalai címmel New Yorkban adtak ki, 1941-ben. A perzsa költő munkássága már korábban is foglalkoztatta, másfél évtizeddel korábban, 1916-ban tanulmányt is írt róla. Kedves Imre zenéjére dalszövegeket is szerzett.
Írói álneve: Pipacs

## Műveiből
- Magyar levelek Amerikából. Versek, New York, 1894 körül
- Csoda tükör. Népszínmű, New York, 1896
- Social Conscience Homocracy Versus Monocracy in Story, Verse and Essay. Bridgeport, 1920
- A jólét megszerzése. Bridgeport, 1924